# Pedro F. Medina
Pedro F. Medina (4 de marzo de 1986) es un historietista y editor de cómic español. Es director de la editorial Fandogamia.

## Carrera
Medina comenzó su incursión en la historieta mediante la publicación y venta de fanzines, donde se formó a través de la experiencia como autor y editor. Licenciado en Periodismo por la Universidad de Valencia, en 2013 y como miembro del grupo de autoedición Studio Kat fundó la editorial Fandogamia junto a los colectivos fanzineros Ruleta Rusa y Studio Wargh.
Como editor comenzó lanzando en España la adaptación a cómic de Corazón de melón, y ha sido responsable de la publicación en España de licencias extranjeras como Doctor Who, Cazafantasmas o John Wick, así como de títulos de autoría nacional como Perrinowmicon, El Duelo o El niño Jesús no odia a los mariquitas.
En 2019 entró en la Junta Directiva de la Associació d'Editorials del País Valencià (AEPV), donde ejerció como representante de su Comisión de Editoriales de Cómic y de enlace con la Sectorial del Cómic a nivel nacional.En julio de 2025, fue nombrado Presidente de la AEPV.
También ejerce una labor de divulgación de la industria del cómic escribiendo artículos de opinión en medios impresos como Otaku Bunka, o digitales como ¡Es la hora de las Tortas! o Sala de Peligro (hasta enero de 2023).

## Batallas legales
En mayo de 2024 se vio envuelto en una polémica tras la publicación de El niño Jesús no odia a los mariquitas, en la que medios de comunicación generalistas y diversas organizaciones de derecha y ultraderecha le acusaron y a la editorial de publicar un título dirigido a menores con contenidos sexuales, además de atentar contra los sentimientos religiosos. Pedro aclaró a través de redes sociales que la obra se trataba de un título satírico para mayores de 18 años, y que la polémica había surgido a través de la descripción del título en el sitio de ventas online Amazon, que indicaba que era apto para lectores de a partir de 6 años, dato erróneo que no estaba incluido en la descripción aportada por la editorial.
En noviembre de 2024 el juzgado de Primera Instancia e Instrucción número 2 de Quart de Poblet archivó la causa interpuesta por la Fundación Abogados Cristianos, y consideró el sobreseimiento porque la editorial demostró que la publicación no se trata de un libro infantil pese a su apariencia y que la descripción incorrecta cargada en las librerías online se debió a un error ajeno, apelando a la libertad de expresión e ideológica garantizada en la Constitución española.
En febrero de 2025 la Audiencia Provincial de Valencia desestimó el recurso de apelación presentado por Abogados Cristianos, condenándoles expresamente al pago de costas, exonerando a Fandogamia Editorial y al autor Don Julio de causa penal.

## Obras como autor
- KATZ, colección de fanzines en diez números (guionista y dibujante). 2004-2013. Premio a Mejor Fanzine en el Salón del Manga de Barcelona 2011 y Expomanga 2012.[16]
- CAMPUSOBERT, tira cómica sobra la vida universitaria (guionista y dibujante). Publicada semanalmente en el periódico Nou Dise de la Universidad de Valencia, 2005-2007.[17]
- Malditos Templarios, 2 números (guionista y dibujante). 2012-2013.[18] Premio a Mejor Fanzine en el Salón del Manga de Barcelona 2013.[19]
- Fandogamia Comics (guionista). 2013.[20]
- Nikuda (guionista), 2019-2024.[21]